# Vergüenza negra
La «Vergüenza negra» (Die schwarze Schande (am Rhein) o también Die schwarze Schmach (am Rhein)) fue el nombre dado a una campaña de propaganda nacionalista y racista desencadenada en Alemania, a principio de los años 1920, con el fin de denunciar la ocupación de la Renania por tropas coloniales francesas (formadas por soldados senegaleses, marroquíes, y malgaches) acusadas de cometer supuestos  excesos, incluidos violaciones y mutilaciones, en contra de la población alemana, sin pruebas de ello. 

## Historia
Serge Bilé, en su obra Noirs dans les camps nazis, señala la fuerte hostilidad de la sociedad alemana al comienzo del siglo XX respecto de las mezclas raciales. Desde 1905, una ley restringía a los colonos alemanes instalarse en África, y también prohibía el casamiento entre blancos (alemanes) y negros (africanos o no), la pena en caso de transgresión, era la pérdida de los derechos cívicos, así como la privación de los derechos cívicos para los niños nacidos de ese tipo de uniones. Nótese que alrededor de 1800 negros y mestizos vivían en Berlín en 1914, principalmente venidos de colonias alemanas o surgidos de uniones mixtas; ellos eran muy mal considerados, y solo admitidos en empleos marginales.
En este contexto, el rumor hecho circular por la prensa alemana de extrema derecha fue rápidamente retomado por las autoridades del Reich, quienes en este asunto descubrieron un medio de protestar contra la ocupación de la Renania: el Gobierno francés acusado de someter a la población occidental blanca, al yugo de ciudadanos originarios de pueblos «primitivos» (el objetivo del gobierno alemán era el de convencer a los aliados de Francia, o sea a Estados Unidos y al Reino Unido, que los franceses no se comportaban como ciudadanos de una nación civilizada).

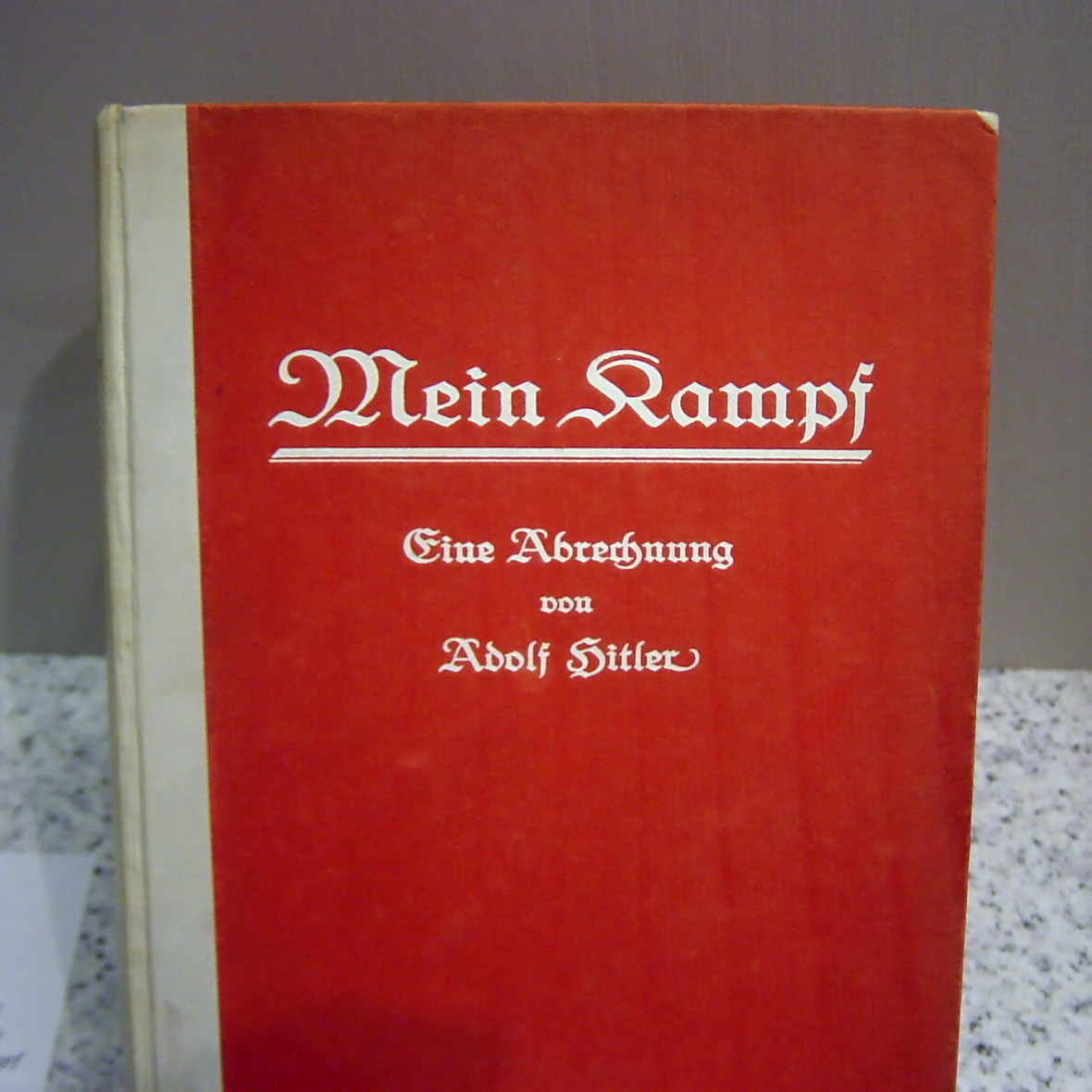
Primera edición de Mi lucha, de Adolf Hitler

En alguna medida, estos argumentos fueron retomados por la prensa anglo-sajona, aunque en los hechos, esas versiones tuvieron poco crédito entre los países destinatarios antes citados. Todo ello fue seguido con viva emoción en Francia, mientras que el gobierno francés, a la vez que rechazaba como calumnias las acusaciones alemanas, también progresivamente iba reemplazando las tropas coloniales estacionadas junto al Rin por tropas metropolitanas.
En Alemania, la orquestada campaña de propaganda fue amplificada incluso a través de películas, piezas de teatro, novelas, afiches, etc. así como un muy promovido film titulado La Honte noire. Al respecto y por su parte, un periódico especializado creó Die Nacht am Rhein (« La noche en el Rin ») en referencia al canto patriótico Die Wacht am Rhein (« La guardia del Rin » o « Alerta en el Rin »).
Todo ello también fue denunciado por Adolf Hitler, quien así lo consignó en Mein Kampf (Mi Lucha), « inadmisible aflujo de sangre negra sobre el Rin », presuponiendo que detrás existía una maniobra judía en contra de la « raza aria ».
Entre los veinticuatro mil mestizos nacidos de uniones entre negros y blancos en ese tiempo, bien pocos pudieron salir de Alemania en los años 1930, y ellos fueron la chispa que promovió las leyes arias del partido nazi, allí tratando de la misma forma a negros y a judíos, e incluso en 1937, los nazis llegaron a promulgar y a aplicar una ley que instituía la esterilización forzada de los mestizos alemanes.
Las masacres y el mal trato dado a los fusileros senegaleses que fueron tomados prisioneros en 1940, también fueron señalados como una de las tantas consecuencias de la ya aludida campaña de propaganda.